# 黄连秋
黄连秋（1912年—1982年），中国人民解放军将领、中国人民解放军开国少将。
曾任中国人民解放军第66军198师政治委员、中国人民解放军北京军区空军政治部主任。1955年，授予中国人民解放军少将。